# Maximilian Schmid
Maximilian Schmid (* 5. März 2003 in Hanau) ist ein deutscher Fußballspieler.

## Karriere

### Verein
Nach seinen Anfängen in der Jugendabteilung des FSV Frankfurt und des 1. FSV Mainz 05 wechselte er im Sommer 2018 in die Jugendabteilung des 1. FC Köln. Für seinen Verein bestritt er 24 Spiele in der B-Junioren-Bundesliga, 18 Spiele in der A-Junioren-Bundesliga und zwei Spiele in der Saison 2021/22 in der UEFA Youth League, bei denen ihm insgesamt 17 Tore gelangen. Mit seinem Verein wurde er 2019 deutscher B-Jugend-Meister mit einem 3:2-Endspielsieg gegen Borussia Dortmund. Im Sommer 2022 wurde er in den Kader der zweiten Mannschaft in der Regionalliga West aufgenommen, verlängerte seinen Vertrag bis 2024 und kam neben zwei Spieltagskadernominierungen in der Bundesliga, ohne eingesetzt zu werden, auch zu seinem ersten Profieinsatz in der Conference League, als er am 27. Oktober 2022 beim 1:0-Auswärtssieg gegen den 1. FC Slovácko in der 90. Spielminute für Linton Maina eingewechselt wurde.
Anfang August 2023 wurde er für eine Saison in die Niederlande zum Zweitligisten Roda JC Kerkrade ausgeliehen. Im Sommer 2024 kehrte er zum 1. FC Köln zurück.
Im Januar 2025 wechselte er zum FC Erzgebirge Aue.

### Nationalmannschaft
Schmid bestritt Im Jahr 2018 für die U15 und U16 des DFB insgesamt drei Spiele, bei denen ihm ein Tor gelang.

## Titel
- Deutscher B-Junioren-Meister: 2019